# Słodkich snów
Słodkich snów (hiszp. Mientras duermes) – hiszpański thriller z 2011 roku w reżyserii Jaumego Balagueró. Zdjęcia kręcono w Barcelonie.

## Opis fabuły
César to dozorca wzorowo wypełniający swoje obowiązki w luksusowej kamienicy w samym centrum Barcelony. Gdy jednak w jednym z najelegantszych mieszkań wprowadza się elegancka kobieta Clara, w skrytym Césarze budzi się demon, który zrobi wszystko, by zbliżyć się do fascynującej go kobiety.

## Obsada
- Luis Tosar - César
- Marta Etura - Clara
- Alberto San Juan - Marcos
- Petra Martínez - Verónica
- Iris Almeida - Úrsula
- Carlos Lasarte - sąsiad
- Amparo Fernández - sprzątaczka
- Roger Morilla - sprzątacz
- Tony Corvillo - policjant
- Ricard Sadurní - policjant
- Dolors Vidal - matka Clary
- Gemma Nierga - prezenterka telewizyjna